# Хромдиникель
Хромдиникель — интерметаллид никеля и хрома состава Ni2Cr.
Кристаллизуется в ромбической сингонии, пространственная группа I mmm, параметры ячейки a = 0,2523 нм, b = 0,7570 нм, c = 0,3568 нм, Z = 2, структура типа диплатинамолибдена MoPt2.
Кристаллы образуют сверхструктурную решетку.
Соединение разлагается (твёрдотельная реакция, разупорядочение) при температуре 590 °С (550 °С) и имеет большую область гомогенности — 25-36 ат.% хрома.